# Tiberioides borealis
Tiberioides borealis là một loài bọ cánh cứng trong họ Passalidae. Loài này được Arrow miêu tả khoa học năm 1907.